# Toxorhynchites splendens
Toxorhynchites (Toxorhynchites) splendens — это вид не кровососущих комаров, принадлежащий к роду Toxorhynchites. Используется в качестве хищника для борьбы с комарами-переносчиками денге.

## Описание
Вид обладает большим распространением в пределах Старого Света, за исключением Африканского континента. Ареал включает территории, как освоенные человеком, так и природные. Отмечен в Индии, Шри-Ланке, Малайзии, Таиланде, Новой Гвинее, на Фиджи, Филиппинах и острове Ротума.

## Значение
Широкое распространение вида, вероятно, связано с морскими перевозками личинок из одного региона в другой. В 1934 году данный вид был интродуцирован на Фиджи в качестве биологического метода борьбы с Aedes polynesiensis, а также в Индию и Малайзию для контроля численности Aedes aegypti и Aedes albopictus, являющихся основными переносчиками ряда опасных для человека заболеваний.
Предпочитает питаться яйцами и личинками Aedes aegypti и Anopheles stephensi.
Для химического контроля данного комара могут использоваться альфаметрин, дельтаметрин и малатион.